# Joe Maxwell
Joe Maxwell, född 17 mars 1957 i Kirksville i Missouri, är en amerikansk demokratisk politiker. Han var Missouris viceguvernör 2000–2005.
Maxwell valdes år 2000 till viceguvernör och främjade småbrukarnas intressen i det ämbetet.
Efter den politiska karriären återvände Maxwell till verksamheten som grisfarmare i Audrain County. Han är också verksam som advokat i Mexico i Missouri.